# Gilles (Vorname)
Gilles ist ein französischer männlicher Vorname.

## Herkunft und Bedeutung
Es handelt sich um eine Variante des Namens Ägidius, Näheres zur Herkunft siehe dort.

## Namensträger

### A
- Gilles Aillaud (1928–2005), französischer Maler, Grafiker, Bühnenbildner und Autor
- Gilles Andriamahazo (1919–1989), madagassischer General und Politiker
- Gilles Apap (* 1963), französischer Violinist

### B
- Gilles Bargy (1919–2000), französischer Schriftsteller und Journalist
- Gilles Béhat (* 1949), französischer Regisseur
- Gilles Bernheim (* 1952), französischer Rabbiner
- Gilles Bertould (* 1949), französischer Leichtathlet
- Gilles Berquet (* 1956), französischer Fotograf
- Gilles Bettmer (* 1989), luxemburgischer Fußballspieler
- Gilles Binchois (1400–1460), franco-flämischer Komponist, Dichter und Kleriker
- Gilles Binya (* 1984), kamerunischer Fußballspieler
- Gilles Boizard (1933–1987), französischer Komponist
- Gilles Brassard (* 1955), kanadischer Informatiker und Physiker

### C
- Gilles Canouet (* 1976), französischer Straßenradrennfahrer
- Gilles Cantagrel (* 1937), französischer Musikwissenschaftler
- Gilles Carle (1928–2009), kanadischer Filmemacher
- Gilles Chabenat (* 1963), französischer Musiker
- Gilles-Louis Chrétien (1754–1811), französischer Erfinder und Kupferstecher
- Gilles Cresto (* 1959), monegassischer Bogenschütze

### D
- Gilles Deleuze (1925–1995), französischer Philosoph
- Gilles Demarteau (1722–1776), französischer Kupferstecher, Radierer und Kunstverleger
- Gilles Dubois (Eishockeyspieler) (* 1966), Schweizer Eishockeyspieler
- Gilles Duceppe (* 1947), kanadischer Politiker

### F
- Gilles Floret (* 1966), französischer Sänger und Germanist

### G
- Pierre-Gilles de Gennes (1932–2007), französischer Physiker
- Gilles Gilbert (1949–2023), kanadischer Eishockeytorwart, -trainer und -scout
- Gilles Grimandi (* 1970), französischer Fußballspieler

### J
- Gilles Jaquet (* 1974), Schweizer Snowboarder
- Gilles Joye (1424/25–1483), flämischer Theologe, Dichter, Sänger und Komponist

### K
- Gilles Kepel (* 1955), französischer Politologe
- Gilles Kohler (* 1948), französischer Schauspieler

### L
- Gilles Lalay (1962–1992), französischer Motorradrennfahrer
- Gilles Legrand (*Ü 1958), französischer Filmproduzent, Filmregisseur und Drehbuchautor
- Gilles Leroy (* 1958), französischer Schriftsteller
- Gilles Lipovetsky (* 1944), französischer Autor und Philosoph
- Gilles Loiselle (1929–2022), kanadischer Politiker

### M
- Gilles Manny (1929–2025), kanadischer Pianist und Musikpädagoge
- Gilles Marguet (* 1967), französischer Biathlet
- Gilles Ménage (1613–1692), französischer Literat und Philologe
- Gilles I. Aycelin de Montaigut († 1318), französischer Erzbischof
- Gilles II. Aycelin de Montaigut († 1378), französischer Diplomat und Kardinal
- Gilles Li Muisis (1272–1352),  französischer Mönch, Chronist und Dichter
- Gilles Müller (* 1983), luxemburgischer Tennisspieler

### N
- Gilles Naturel, französischer Jazz-Bassist und Komponist

### O
- Gilles Ouellet (Erzbischof) (1922–2009), kanadischer Erzbischof

### P
- Gilles Peress (* 1946), französischer Fotograf
- Gilles Perrault (1931–2023), französischer Journalist und Romancier
- Gilles Peterson (* 1964), französischer DJ, Radiomoderator und Musiklabel-Betreiber
- Gilles Pisier (* 1950), französischer Mathematiker
- Gilles I. (Haifa) (Gilles Poulain; * vor 1250, † um 1270), Herr von Haifa im Königreich Jerusalem

### Q
- Gilles Quenéhervé (* 1966), französischer Leichtathlet

### R
- Gilles de Rais (1404–1440), Marschall von Frankreich und Massenmörder
- Gilles Personne de Roberval (1602–1675), französischer Mathematiker
- Gilles de Robien (* 1941), französischer Politiker
- Gilles Rozier (* 1963), französischer Schriftsteller und Übersetzer

### S
- Gilles von Saumur oder Gilles von Tyrus († 1266), Erzbischof von Damiette und Tyrus
- Gilles Schnepp (* 1958), französischer Manager
- Gilles Ségal (1932–2014), französischer Schauspieler
- Gilles Servat (* 1945), bretonischer Musiker und Schriftsteller
- Gilles Simon (* 1984), französischer Tennisspieler

### T
- Georges Gilles de la Tourette (1857–1904), französischer Neurologe und Rechtsmediziner
- Gilles de Trazegnies († 1272), Kreuzfahrer, Connétable von Frankreich
- Gilles Tréhin (* 1972), französischer Kunst-Savant
- Gilles Tremblay (Komponist) (Gilles Léonce Tremblay; 1932–2017), kanadischer Komponist und Musikpädagoge
- Gilles Tremblay (Eishockeyspieler) (Joseph Jean Gilles Tremblay; 1938–2014), kanadischer Eishockeyspieler und Sportkommentator
- Gilles Tschudi (* 1957), Schweizer Schauspieler und Theaterregisseur

### V
- Gilles Villemure (* 1940), kanadischer Eishockeyspieler
- Gilles Villeneuve (1950–1982), kanadischer Automobilrennfahrer

### Y
- Gilles Yapi Yapo (* 1982), ivorischer Fußballspieler